# Luftfahrt-Museum Laatzen-Hannover

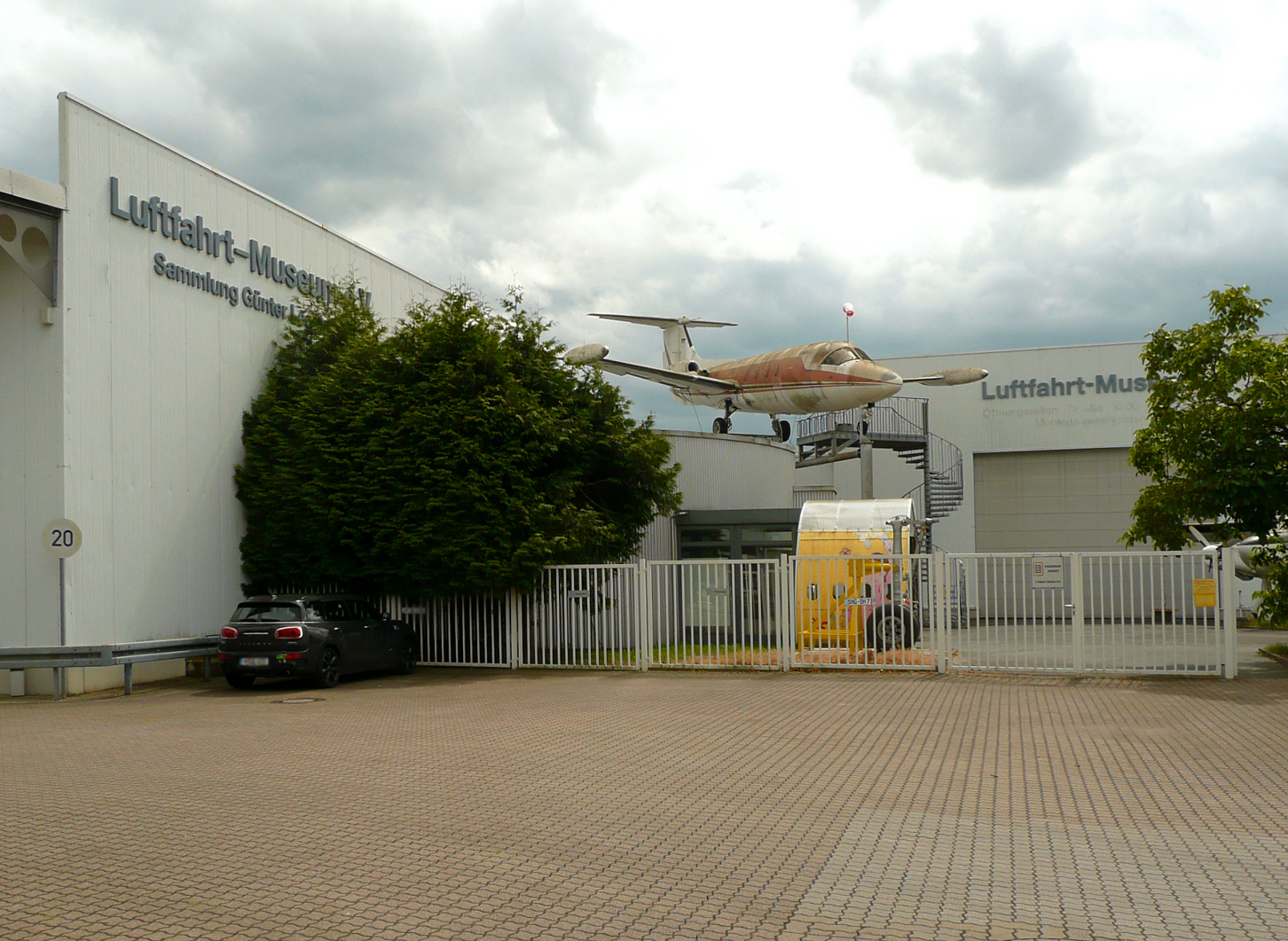
Eingang des Luftfahrtmuseums

Das Luftfahrt-Museum Laatzen-Hannover ist eine ständige Ausstellung in Laatzen zur Geschichte der Luftfahrt. Auf 3.500 m² Ausstellungsfläche werden 36 Flugzeuge, 673 Flugzeugmodelle sowie 30 Kolbenmotoren und Strahltriebwerke ausgestellt.
Zu den besonderen Attraktionen der Ausstellung gehören neben anderen ein heute sehr seltenes Original-Jumo 004A-Strahltriebwerk, ein begehbarer Teilrumpf einer Ju 52, eine Focke-Wulf Fw 190, eine Messerschmitt Bf 109 und eine Spitfire. Aus der Nachkriegszeit sind eine MiG-15 und ein Starfighter ausgestellt.

## Geschichte

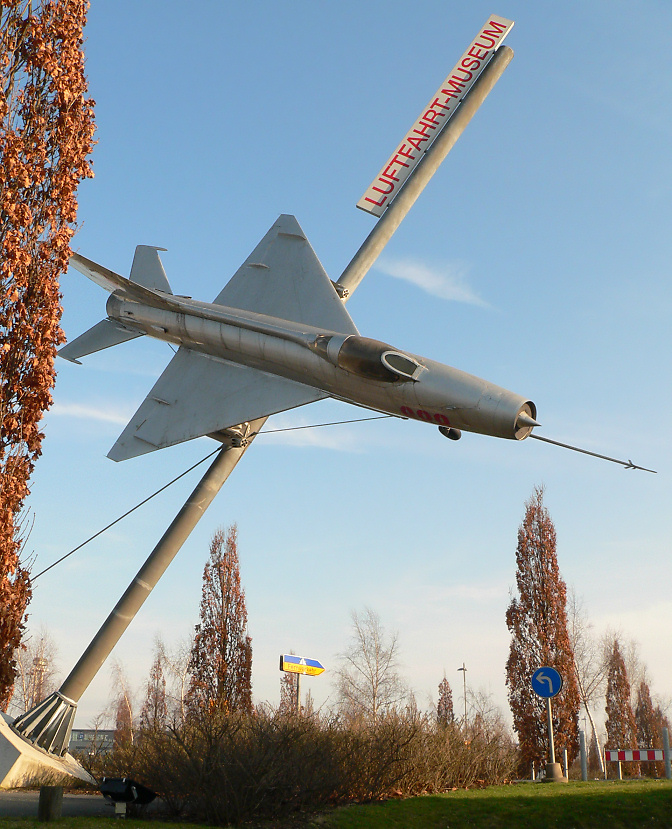
MiG-21 in Laatzen am Straßenrand als Werbung für das Luftfahrtmuseum

Der Unternehmer Günter Leonhardt interessierte sich schon als Jugendlicher für das Segelfliegen und meldete sich als Freiwilliger bei der Luftwaffe. Günter Leonhardt baute nach dem Zweiten Weltkrieg gemeinsam mit dem jüdischen Geschäftsmann Karl Nelke die Nelke-Spedition mit Sitz in Laatzen auf, deren Eigentümer er später wurde. Seine Leidenschaft galt der Luftfahrt, und er baute eine große Sammlung auf. Für diese ließ er mehrere Ju-52 aus einem norwegischen See am Polarkreis bergen, die dort um 1940 versunken waren. 1992 überführte er seine Sammlung zum Teil in das Luftfahrt-Museum Laatzen-Hannover, dessen Sitz sich auf dem eigenen Speditionsgelände befindet. Die Spedition wurde 1994 verkauft.
Am 11. April 2013 schloss sich das Luftfahrt-Museum Laatzen-Hannover, das Aeronauticum in Nordholz, das Hubschraubermuseum Bückeburg und das Ju-52-Museum in Wunstorf zur „Arbeitsgemeinschaft Niedersächsischer Luftfahrtmuseen“ zusammen.

## Art der Präsentation
Besucher können die teilweise auch begehbaren Exponate aus unmittelbarer Nähe betrachten. Zu den einzelnen Exponaten finden sich Tafeln mit den wichtigsten Daten. Die Darstellung der Luftfahrtgeschichte ist das zentrale Thema des Museums. Die Ausstellung ist chronologisch aufgebaut. Sie beginnt mit der Darstellung des Aufstiegs des ersten Heißluftballons der Gebrüder Montgolfier im Jahre 1783 und endet mit der Wiederbelebung ziviler Luftfahrt im Kalten Krieg.

## Exponate

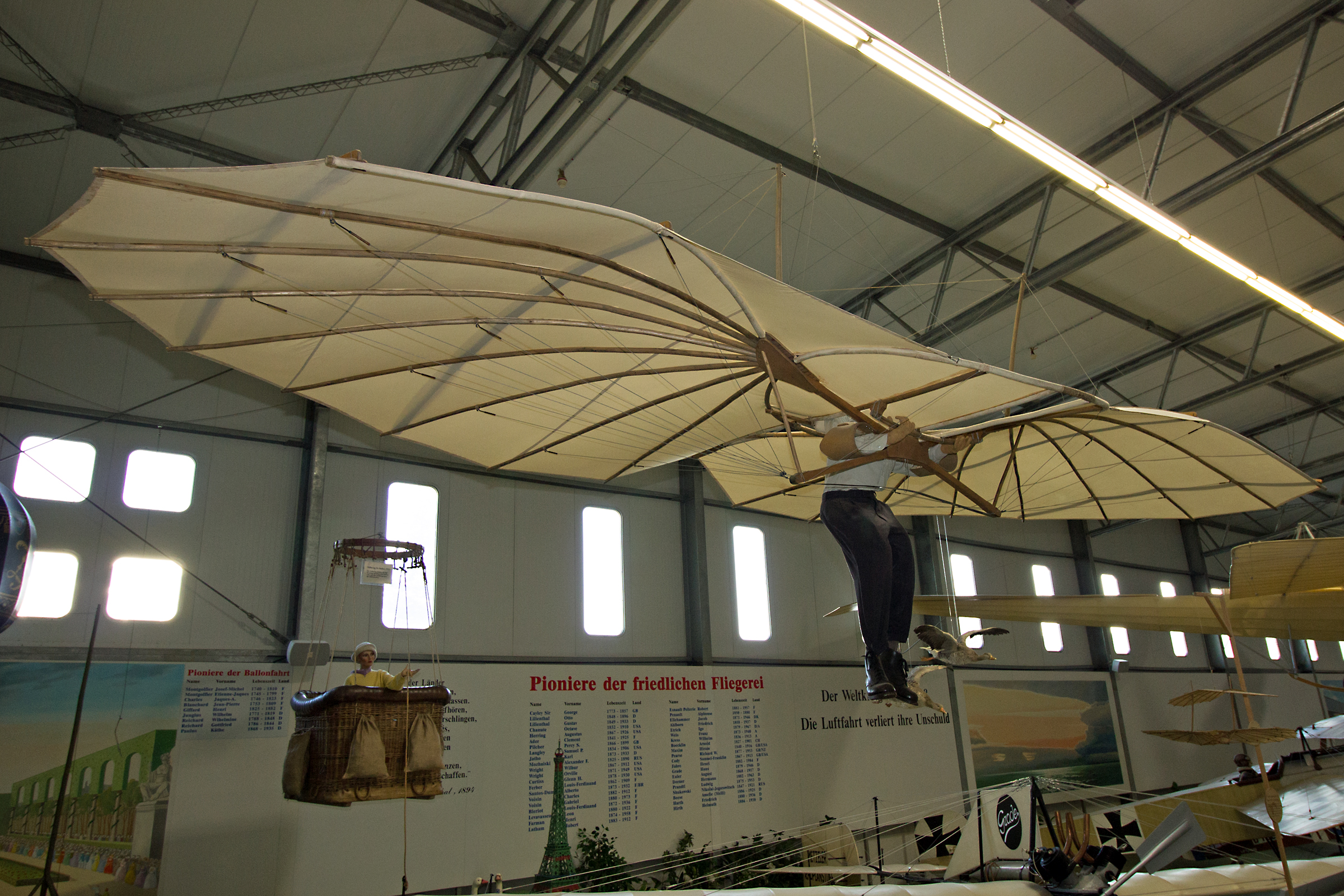
Lilienthal Normalsegelapparat im Ausstellungsabschnitt „Pioniere der friedlichen Fliegerei“.

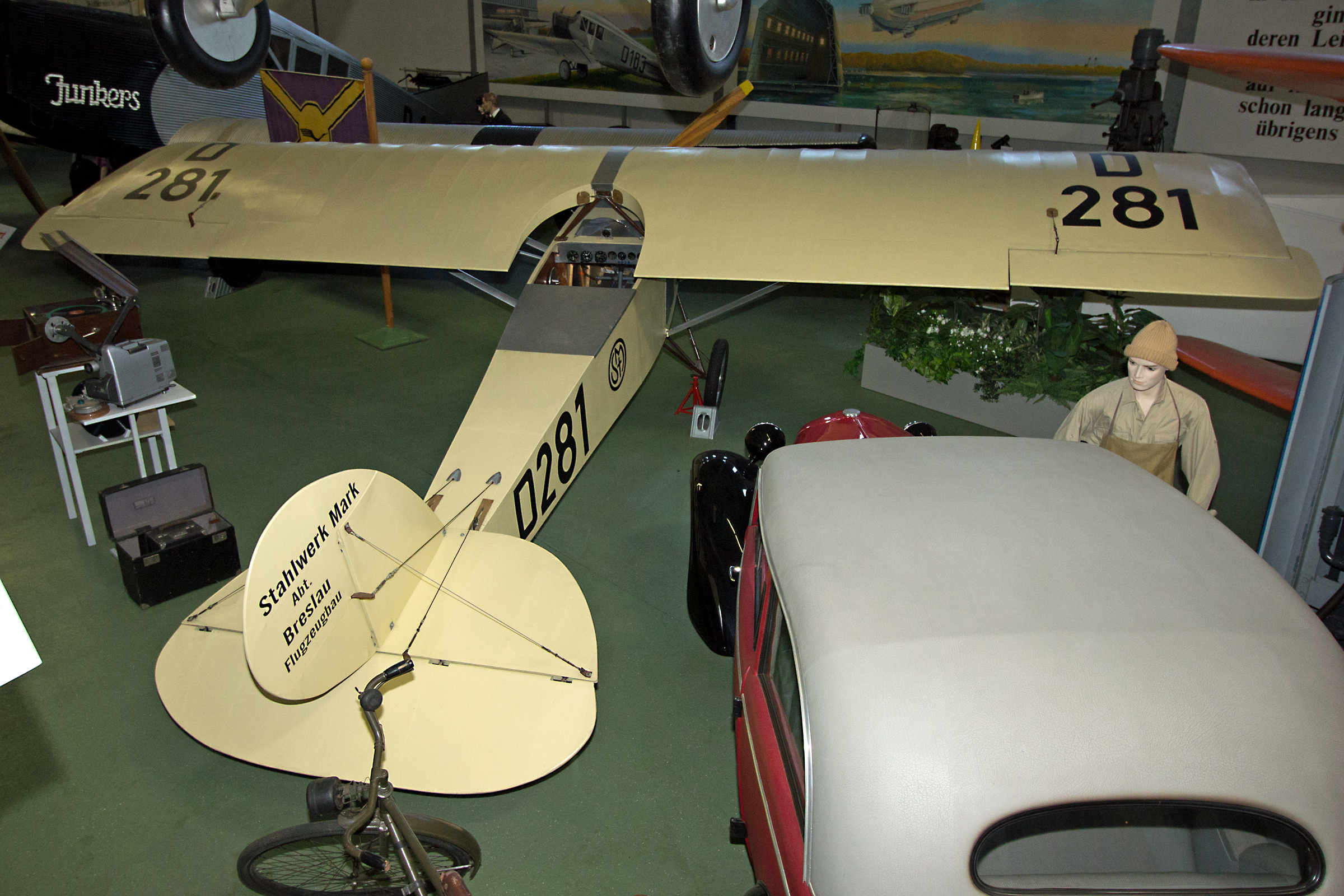
Nachbau einer Rieseler R III/22

Ausgestellt werden zivile und militärische Luftfahrzeuge. Neben der Flugzeugsammlung befinden sich zahlreiche Gegenstände des täglichen Gebrauchs, wie z. B. Fahrzeuge und Bekleidung, die zeitgenössisch den Flugzeugen zugeordnet sind. Weitere Schwerpunkte der Ausstellung sind: die Frühzeit der Luftfahrt, tollkühne Piloten, die Bergung der Ju 52 am Polarkreis, die Geschichte des Segelflugs und Frauen in der Luftfahrt.

### Flugzeuge
- Antonow An-2
- Avions Fairey Tipsy Nipper
- Dornier Do 28 D2
- Filter Schwan I
- Focke-Wulf Fw 44 „Stieglitz“
- Focke-Wulf Fw 190 A-8
- Fokker Dr.I, Nachbau
- Fokker E.III, Nachbau
- Grade Eindecker, Nachbau
- HFB 320 „Hansa Jet“
- Horväth III, Nachbau
- Ikarus Windspiel 2
- Jakowlew Jak-18
- Junkers F 13 a, Nachbau
- Klemm L 25 D
- Lilienthal Normalsegelapparat, Nachbau
- Lockheed F-104 „Starfighter“
- Messerschmitt Bf 109 G-2
- Mikojan-Gurewitsch MiG-15
- Mikojan-Gurewitsch MiG-21 (als Wegweiser)
- Nieuport 17, Nachbau
- Piaggio P.149 D
- Rheinflug RW-3b
- Rieseler R III/22, Nachbau
- Ryan M-2 NYP, Nachbau
- Scheibe L-Spatz 55
- Schneider Grunau Baby II
- SG 38 Schulgleiter
- Sopwith F.1 Camel, Nachbau
- Stampe SV-4c
- Supermarine Spitfire Mk.XIV
- Ultraleicht-Flugzeugbau A. K. Meyer FFB I „Flamingo“

### Hubschrauber

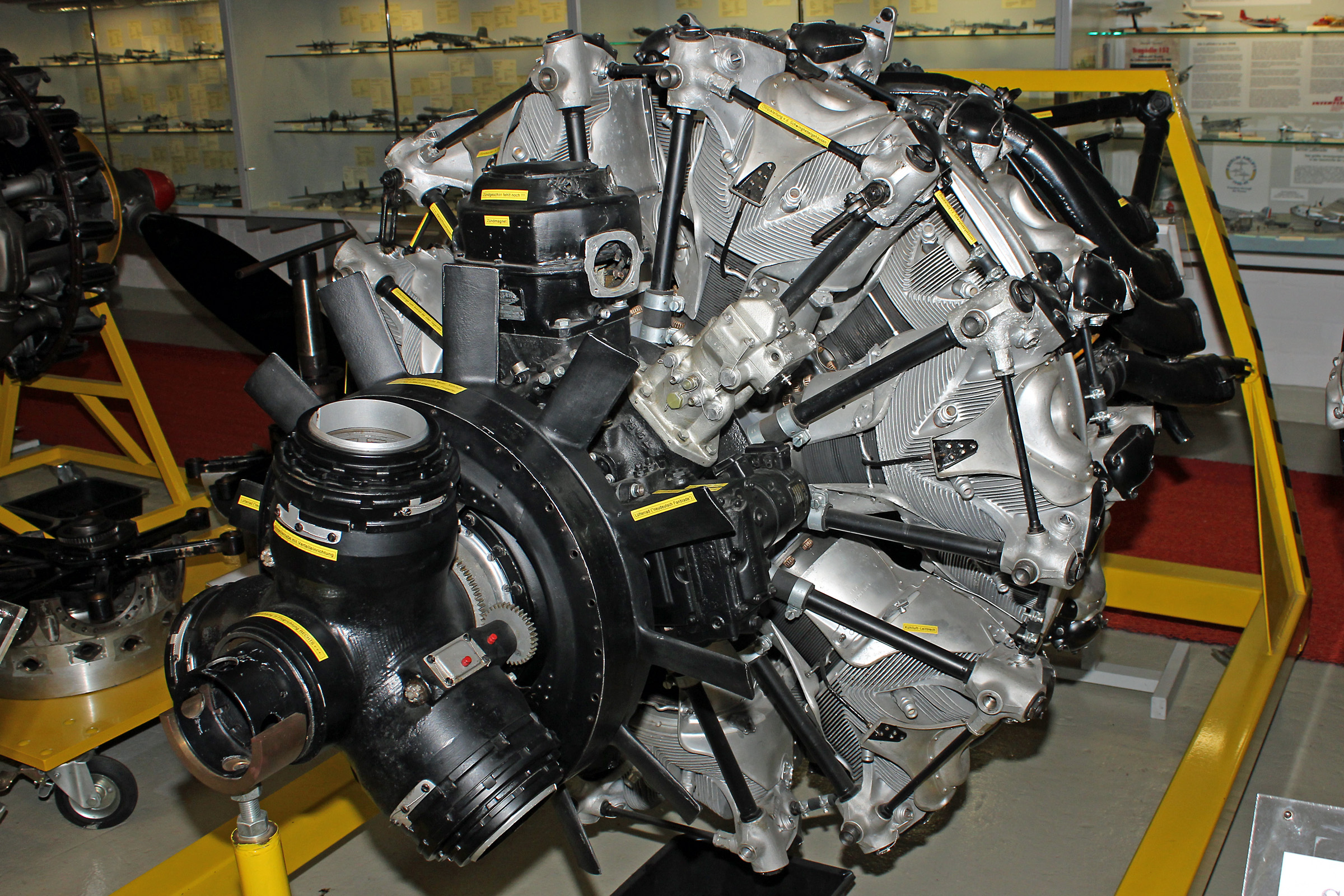
Flugmotor BMW 801A

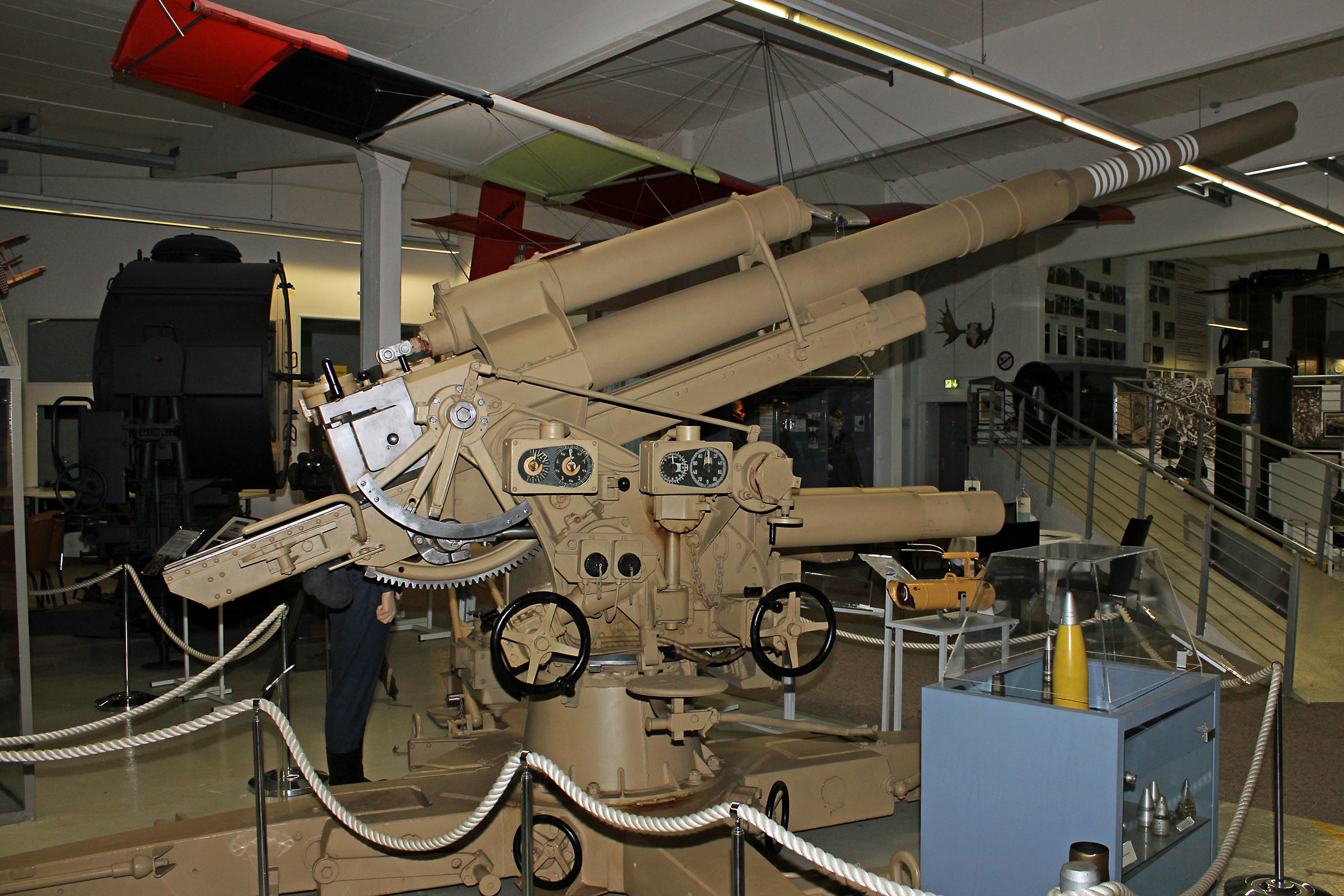
8,8-cm-FlaK 36

- Aérospatiale Alouette II

### Sonstiges
- Ausrüstungsgegenstände für Piloten
- Rumpfmittelstück einer Junkers Ju 52/3m
- Flugmotoren und Triebwerke
- Flugabwehrkanone mit Zubehör
- Instrumentenbretter
- Modelle verschiedener Flugzeuge und Hubschrauber

## Schriften
- Rainer Göpfert, Karl Kössler, Günter Leonhardt: Das Luftfahrt-Museum in Hannover-Laatzen. Technische Entwicklung und Geschichte unter einem Dach, Broschüre DIN A4 mit rund 83 reich illustrierten Seiten, Ronnenberg: Druckerei Josef Grütter, ohne Datum